# Бусяж

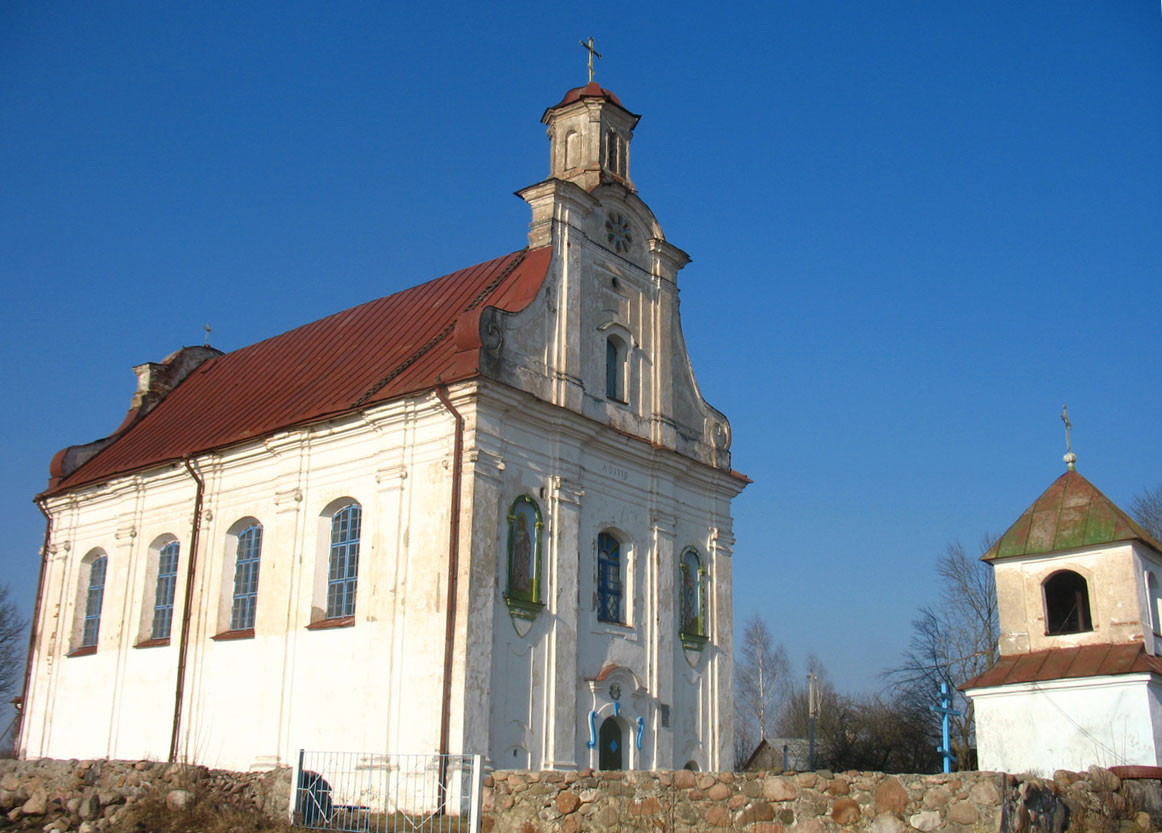
Успенская церковь

Бусяж, Бусяжь (бел. Бусяж) — деревня в Ивацевичском районе Брестской области Белоруссии. Входит в состав Милейковского сельсовета. Население — 157 человек (2019).

## География
Деревня находится в 7 км к северу от города Коссово, в 4 км от Бусяжа проходит граница с Гродненской областью. Местность принадлежит бассейну Немана, через деревню течёт небольшая река Бусяж, приток Гривды. Через деревню проходит автодорога Коссово — Слоним, от неё в Бусяже ответвляется местная дорога в деревню Гривда.

## Этимология
По мнению В. А. Жучкевича название восходит к термину «буса» — долблёное судно, долблёная лодка.

## История
Первое упоминание о деревне датируется 1559 годом. После административно-территориальной реформы середины XVI века в Великом княжестве Литовском входило в состав Слонимского повета Новогрудского воеводства.
В XVII веке имение принадлежало Альбрехту Прославскому, затем хорунжему слонимскому Сигизмунду Прославскому и его брату Христофору, канонику виленскому. В 1648 году братья продали поместье подканцлеру литовскому Казимиру Льву Сапеге. В 1773—1779 годах была возведена каменная грекокатолическая церковь.
После третьего раздела Речи Посполитой (1795 год) в составе Российской империи, с 1801 года Бусяж принадлежал Слонимскому уезду Гродненской губернии.
В 1863 здесь открылось народное училище. В 1866 году грекокатолическая церковь передана православным и освящена как Успенская церковь. В 1886 году в местечке было 17 дворов, существовали церковный приход, школа, магазин, водяная мельница.
Согласно Рижскому мирному договору (1921) деревня вошла в состав межвоенной Польши, где принадлежала Косовскому повету Полесского воеводства. С 1939 года в составе БССР.

## Достопримечательности
- Каменная православная Успенская церковь, памятник архитектуры барокко. Построена в 1779 году как грекокатолическая. Рядом с церковью небольшая каменная двухъярусная колокольня XIX века. Церковь включена в Государственный список историко-культурных ценностей Республики Беларусь[7].